# Marcel Raffier
Pour les articles homonymes, voir Raffier.
Marcel Raffier, né le 25 février 1923 à Coubon (Haute-Loire) et mort le 23 avril 1996 au Puy-en-Velay (Haute-Loire), est un homme politique français.

## Détail des fonctions et des mandats
Mandat parlementaire
- 25 novembre 1962 - 2 avril 1967 : Député de la Haute-Loire